# سخيربنزيل (هولندا)
سخيربنزيل  Scherpenzeel  هي مدينة وبلدية بمقاطعة خيلدرلند، هولندا.

## طوبوغرافيا
خريطة طوبوغرافية هولندية لبلدية سخيربنزيل ، يونيو 2015، (تقرأ بعد ثلاث نقرات على الخريطة).